# Euconchoecia shenghwai
Euconchoecia shenghwai is een mosselkreeftjessoort uit de familie van de Halocyprididae. De wetenschappelijke naam van de soort is voor het eerst geldig gepubliceerd in 1969 door Tseng.